# Puste Turnie

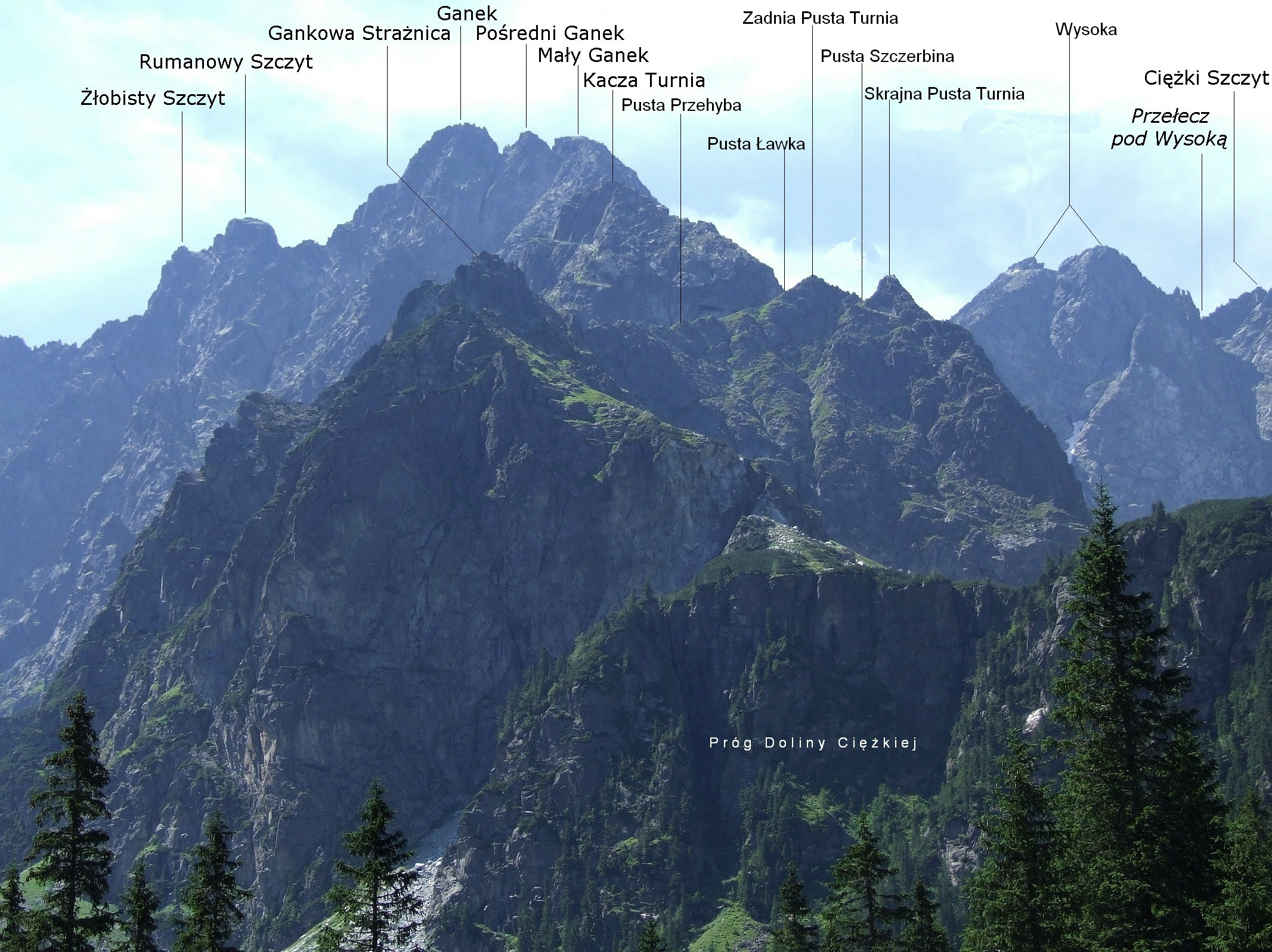
Widok z Polany pod Wysoką

Puste Turnie (słow. Pusté veže) – dwie turnie w Pustej Grani oddzielającej Dolinę Kaczą od Doliny Ciężkiej w słowackich Tatrach Wysokich. Znajdują się w tej grani poniżej przełęczy Pusta Ławka, a powyżej turni Gankowa Strażnica.
Zadnia Pusta Turnia (Zadná Pustá veža) znajduje się bezpośrednio w Pustej Grani, oddzielona od Gankowej Strażnicy Pustą Przehybą (Pustá priehyba). Jest zwornikiem; na zachód, w stronę Doliny Ciężkiej odgałęzia się od niej Skrajna Pusta Turnia (Predná pustá veža) oddzielona Pustą Szczerbiną (Pustá štrbina). W obydwu tych turniach znajdują się drogi wspinaczkowe dla taterników.
Nazwa turni pochodzi od Pustej Ławki.
Na Zadnią Pustą Turnię jako pierwsi weszli Jerzy Maślanka i przewodnik Józef Gąsienica Tomków 15 października 1907 r. Pierwszego zimowego wejścia dokonał natomiast Stanisław Groński 21 kwietnia 1935 r.

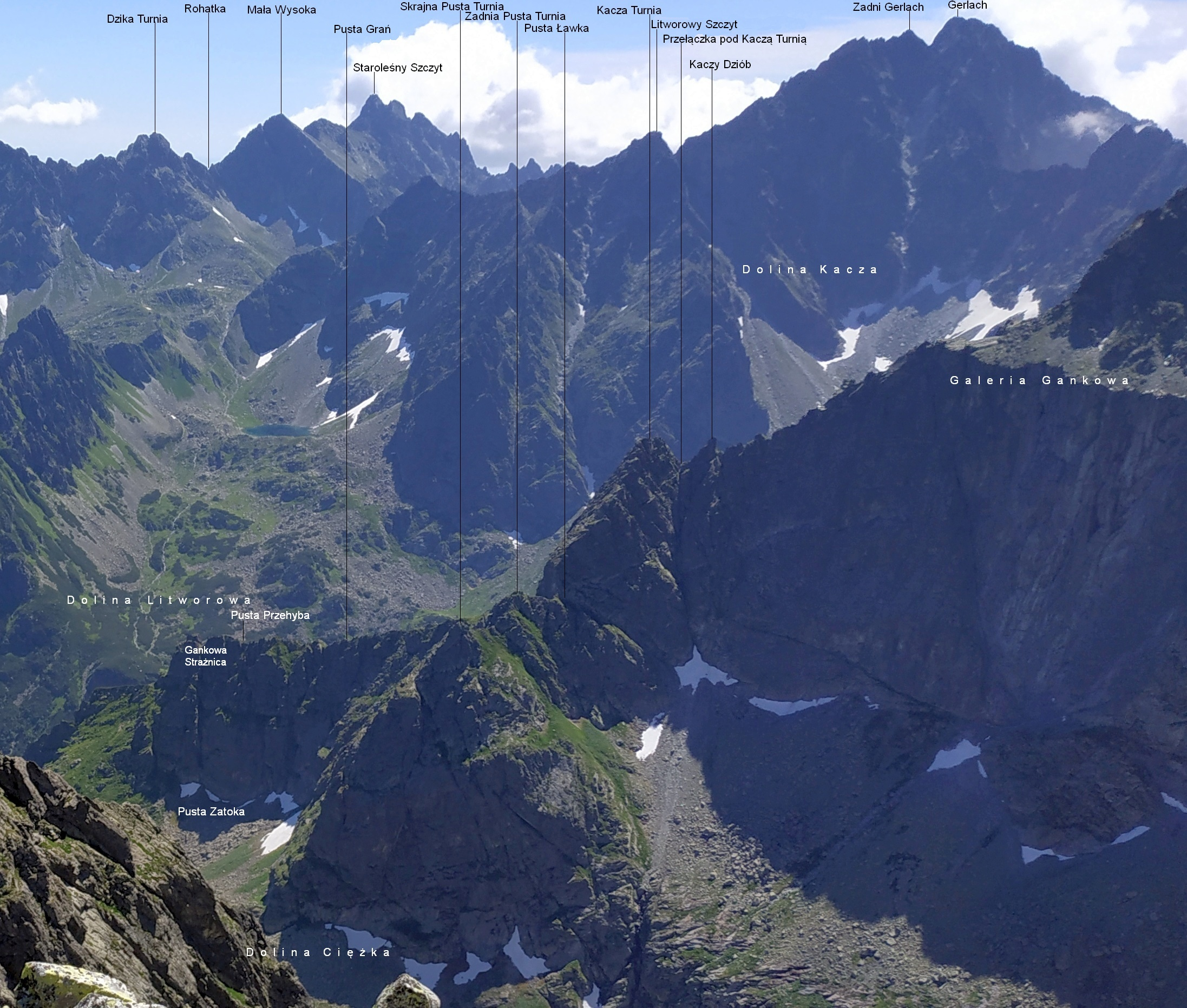